# الحمرى (المخادر)

تعديل مصدري - تعديل

الحمرى محلة تابعة لقرية الحوش، التابعة لعزلة جبل عقد بمديرية المخادر إحدى مديريات محافظة إب في الجمهورية اليمنية، بلغ تعداد سكانها 176 حسب تعداد اليمن لعام 2004.